# Khātūneh
Khātūneh (persiska: خاتونه) är en ort i Iran.   Den ligger i provinsen Kermanshah, i den västra delen av landet, 500 km väster om huvudstaden Teheran. Khātūneh ligger 522 meter över havet och antalet invånare är 211.
Terrängen runt Khātūneh är kuperad åt sydväst, men åt nordost är den platt.Runt Khātūneh är det ganska glesbefolkat, med 42 invånare per kvadratkilometer. Närmaste större samhälle är Sarpol-e Z̄ahāb, 6,0 km öster om Khātūneh. Omgivningarna runt Khātūneh är i huvudsak ett öppet busklandskap.